# 800-km-Rennen von Dijon 1975

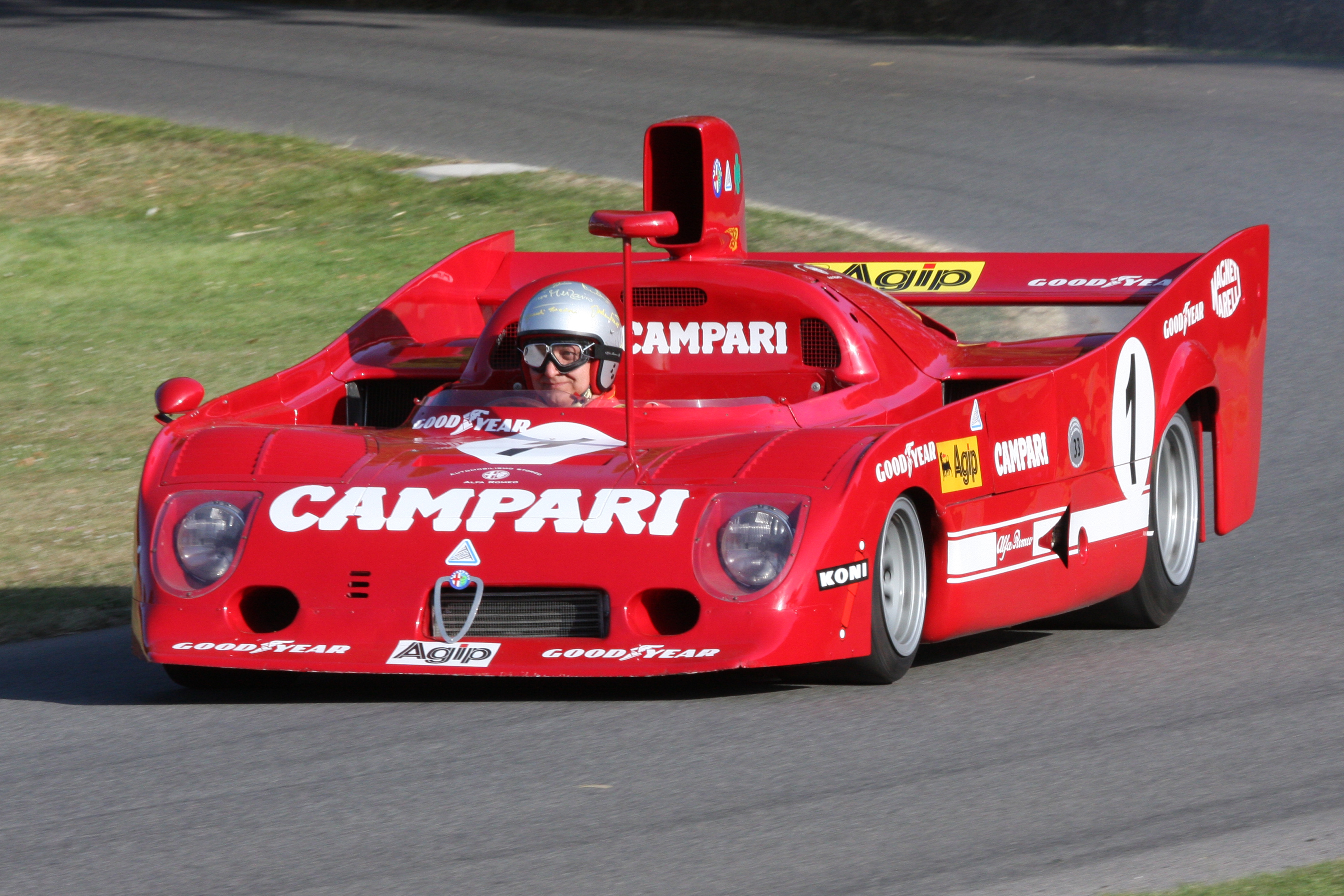
Alfa Romeo T33/TT/12

Das 800-km-Rennen von Dijon 1975, auch 800 km Dijon, fand am 23. März auf dem Circuit de Dijon-Prenois statt. Das Rennen war der dritte Wertungslauf der Sportwagen-Weltmeisterschaft dieses Jahres.

## Das Rennen
Das Rennen in Dijon war 1975 der dritte Meisterschaftslauf. Die Saison begann Anfang Februar mit dem 24-Stunden-Rennen von Daytona, das Peter Gregg und Hurley Haywood auf einem Porsche 911 Carrera RSR gewannen. Das folgende 1000-km-Rennen von Mugello brachte den überraschenden Erfolg von Jean-Pierre Jabouille und Gérard Larrousse im Alpine-Renault A441.
In Dijon, wo die Renndistanz vom Veranstalter von 1000 auf 800 Kilometer verkürzt wurde, gab es den ersten Erfolg des Willi Kauhsen Racing Teams, das nunmehr die Werkseinsätze von Alfa Romeo durchführte. Den Gesamtsieg fuhren Arturo Merzario und Jacques Laffite im Alfa Romeo T33/TT/12 ein.

## Ergebnisse

### Schlussklassement
| 1                  | S 3.0 | 2   | Willi Kauhsen Racing Team  | Arturo Merzario Jacques Laffite                            | Alfa Romeo T33/TT/12 | 245 |
| 2                  | S 3.0 | 10  | Joest Racing               | Reinhold Joest Mario Casoni                                | Porsche 908/3        | 238 |
| 3                  | S 2.0 | 18  | KVG Racing                 | Ian Grob John Hine                                         | Chevron B31          | 234 |
| 4                  | S 3.0 | 1   | Willi Kauhsen Racing Team  | Henri Pescarolo Derek Bell                                 | Alfa Romeo T33/TT/12 | 225 |
| 5                  | GT    | 33  | Gelo Racing Team           | John Fitzpatrick Toine Hezemans                            | Porsche Carrera RSR  | 220 |
| 6                  | S 3.0 | 4   | Automobiles Ligier Gitanes | François Migault Jean-Pierre Jarier                        | Ligier JS2           | 219 |
| 7                  | GT    | 8   | Tebernum Porsche Racing    | Clemens Schickentanz Hartwig Bertrams Reine Wisell         | Porsche Carrera RSR  | 218 |
| 8                  | GT    | 26  | Robert Buchet              | Claude Ballot-Léna Bob Wollek                              | Porsche Carrera RSR  | 217 |
| 9                  | S 3.0 | 7   | Dr. H. Dannesberger        | Herbert Müller Gijs van Lennep                             | Porsche 908/3        | 215 |
| 10                 | S 3.0 | 9   |                            | Michel Degoumois Jean Bélin                                | Lola T280            | 214 |
| 11                 | GT    | 25  | Gante Racing               | Serge Godard John Rulon-Miller                             | Porsche Carrera RSR  | 197 |
| 12                 | S 2.0 | 17  | Stuart Chubb               | Alan Jones John Sheldon                                    | Lola T294            | 187 |
| 13                 | S 2.0 | 5   | Equipe Elf-Switzerland     | Marie-Claude Charmasson Lella Lombardi                     | Alpine-Renault A441  | 180 |
| Disqualifiziert    |       |     |                            |                                                            |                      |     |
| 14                 | S 2.0 | 21  | Alroy Racing               | Pedro de Lamare Antônio Castro Prado                       | Lola T292            | 2   |
| Ausgefallen        |       |     |                            |                                                            |                      |     |
| 15                 | GT    | 29  | Porsche Club Romand        | Claude Haldi Jean-Claude Béring Roger Dorchy               | Porsche Carrera RSR  | 156 |
| 16                 | S 2.0 | 22  | Racing Organisation Course | François Sérvanin Guy Fréquelin                            | Lola T294            | 110 |
| 17                 | S 2.0 | 23  | Racing Organisation Course | Xavier Lapeyre Laurent Ferrier                             | Lola T294            | 67  |
| 18                 | S 3.0 | 6   | Renault Alpine             | Jean-Pierre Jabouille Gérard Larrousse                     | Alpine-Renault A442  | 58  |
| 19                 | S 3.0 | 11  | Joest Racing               | Jürgen Barth Ernst Kraus                                   | Porsche 908/3        | 46  |
| 20                 | S 3.0 | 3   | Automobiles Ligier Gitanes | Jean-Pierre Jarier Jean-Pierre Beltoise Jean-Louis Lafosse | Ligier JS2           | 36  |
| 21                 | S 3.0 | 12  | Heinz Schulthess           | Heinz Schulthess Hervé Bayard                              | Lola T284            | 15  |
| Nicht gestartet    |       |     |                            |                                                            |                      |     |
| 22                 | S 3.0 | 6T  | Renault Alpine             | Jean-Pierre Jabouille Gérard Larrousse                     | Alpine-Renault A441  | 1   |
| 23                 | S 3.0 | 60T | Willi Kauhsen Racing Team  | Arturo Merzario Jacques Laffite Henri Pescarolo Derek Bell | Alfa Romeo T33/TT/12 | 2   |
| Nicht qualifiziert |       |     |                            |                                                            |                      |     |
| 24                 | S 1.0 | 15  | Alroy Racing               | Alan Stubbs Roy Johnson Mario Cabral                       | March 75S            | 3   |
| 25                 | S 2.0 | 16  | Alroy Racing               | Colin Andrews Alan Stubbs                                  | March 75S            | 4   |
| 26                 | S 2.0 | 19  | Cheetah Automobiles        | Guy Edwards Chris Craft                                    | Cheetah G501         | 5   |
| 27                 | S 2.0 | 24  | Racing Organisation Course | Jean-Pierre Jaussaud Pierre-Marie Painvin                  | Lola T294            | 6   |
| 28                 | GT    | 27  | Henri Cachia               | Jacques Borras Pascal Moisson                              | Porsche Carrera RSR  | 7   |
| 29                 | GT    | 28  | William Vollery            | William Vollery Roger Dorchy                               | Porsche Carrera RSR  | 8   |
| 30                 | GT    | 30  | Jean-Louis Chateau         | Jean-Louis Chateau Gérard Cayeux                           | Porsche Carrera RSR  | 9   |
| 31                 | T     | 31  | Jean-Claude Aubriet        | Jean-Claude Depince Jean-Claude Aubriet                    | BMW 3.0 CSL          | 10  |
| 32                 | T     | 32  | Shark Team                 | Jean-Claude Guérie Dominique Fornage                       | Ford Capri RS        | 11  |

1 Trainingswagen
2 Trainingswagen
3 nicht qualifiziert
4 nicht qualifiziert
5 nicht qualifiziert
6 nicht qualifiziert
7 nicht qualifiziert
8 nicht qualifiziert
9 nicht qualifiziert
10 nicht qualifiziert
11 nicht qualifiziert

### Nur in der Meldeliste
Hier finden sich Teams, Fahrer und Fahrzeuge, die ursprünglich für das Rennen gemeldet waren, aber aus den unterschiedlichsten Gründen daran nicht teilnahmen.
| Pos. | Klasse | Nr. | Team             | Fahrer         | Chassis       |
| ---- | ------ | --- | ---------------- | -------------- | ------------- |
| 33   | S 3.0  |     | Julio Gargallo   | Leo Kinnunen   | Porsche 908/3 |
| 34   | S 3.0  |     | Gelo Racing Team |                | Mirage GR7    |
| 35   | S 2.0  |     | Martin Raymond   | Martin Raymond | Lola T290     |

### Klassensieger
| Klasse | Fahrer                  | Fahrer          | Fahrzeug             | Platzierung im Gesamtklassement |
| ------ | ----------------------- | --------------- | -------------------- | ------------------------------- |
| S 3.0  | Arturo Merzario         | Jacques Laffite | Alfa Romeo T33/TT/12 | Gesamtsieg                      |
| S 2.0  | Ian Grob                | John Hine       | Chevron B31          | Rang 3                          |
| GT     | John Fitzpatrick        | Toine Hezemans  | Porsche Carrera RSR  | Rang 5                          |
| T      | kein Teilnehmer im Ziel |                 |                      |                                 |

### Renndaten
- Gemeldet: 35
- Gestartet: 21
- Gewertet: 13
- Rennklassen: 4
- Zuschauer: unbekannt
- Wetter am Renntag: kühl und trocken
- Streckenlänge: 3,289 km
- Fahrzeit des Siegerteams: 4:27:28,800 Stunden
- Gesamtrunden des Siegerteams: 245
- Gesamtdistanz des Siegerteams: 805,805 km
- Siegerschnitt: 180,755 km/h
- Pole Position: Gérard Larrousse – Alpine-Renault A442 (#6) – 1:00,900 = 194,424 km/h
- Schnellste Rennrunde: Arturo Merzario – Alfa Romeo T33/TT/12 (#2) – 1:01,500 = 192,527 km/h
- Rennserie: 3. Lauf zur Sportwagen-Weltmeisterschaft 1975